# Symphonie no 2 de Robert Schumann
Pour les articles homonymes, voir Symphonie no 2.
Ne doit pas être confondu avec Symphonie no 2 de William Schuman.

La Symphonie no 2 en do majeur, op. 61, a été composée par Robert Schumann entre 1845 et 1846, après une première période dépressive. Cela peut expliquer le caractère relativement plus sombre, avoué par le compositeur lui-même, dans une lettre adressée à un ami : 

« Je crains qu'on puisse deviner mon état de fatigue en écoutant cette musique. J'ai commencé à devenir un peu plus moi-même au cours de la rédaction des derniers mouvements et j'étais certainement en meilleure forme à l'achèvement de mon œuvre. Cela me rappelle une période sombre de ma vie. »

Elle est la deuxième du nom, mais la troisième par ordre chronologique (il commença sa quatrième symphonie dès 1841, même s'il l'acheva quelques années plus tard). Il en esquissa le contenu en décembre 1845 mais n'en acheva la partition qu'en octobre 1846.
La première représentation fut donnée par l'Orchestre du Gewandhaus de Leipzig le 5 novembre 1846 sous la direction de Felix Mendelssohn.

## Structure
Elle comporte quatre mouvements et dure approximativement 40 minutes.
1. Sostenuto assai - Allegro ma non troppo (en do majeur, à 
, puis à 
)
2. Scherzo (allegro vivace) (en do majeur, à 
) - Trio I (en mi mineur) - Trio II (en do majeur)
3. Adagio espressivo (en do mineur, à 
)
4. Allegro molto vivace (en do majeur, à )

## Orchestration
| Instrumentation de la seconde symphonie                              |
| Cordes                                                               |
| premiers violons, seconds violons, altos, violoncelles, contrebasses |
| Bois                                                                 |
| 2 flûtes 2 hautbois 2 clarinettes, 2 bassons                         |
| Cuivres                                                              |
| 2 cors, 2 trompettes, 3 trombones                                    |
| Percussions                                                          |
| timbales                                                             |

## Discographie
- Georges Szell, Orchestre de Cleveland, 1958 (Sony)
- Leonard Bernstein, Orchestre philharmonique de New York, 1960 (Sony)
- Wolfgang Sawallisch, Orchestre de la Staatskapelle de Dresde, 1972 (EMI)[1]
- Giuseppe Sinopoli, Orchestre de la Staatskapelle de Dresde (DG)
- Christian Thielemann, Orchestre Philharmonia (DG)
- Christoph von Dohnanyi, Orchestre de Cleveland (Decca)